# Enrico Valentini
Enrico Valentini (* 20. Februar 1989 in Nürnberg) ist ein italienisch-deutscher Fußballtrainer und früherer -spieler. Der 1,82 m große Rechtsfüßer stand seit 2017 als Spieler beim 1. FC Nürnberg unter Vertrag und beendete 2025 seine Profikarriere. Anschließend übernahm er das U-14-Team des Vereins als Cheftrainer.

## Karriere
Enrico Valentini wurde als Kind italienischer Eltern in Nürnberg geboren und wuchs dort auf. Er begann seine Karriere 1994 im Alter von vier Jahren in der Jugend des 1. FC Nürnberg, bei dem er in den folgenden Jahren sämtliche Jugendmannschaften durchlief. 2008 rückte der als Vorbild Alessandro Del Piero angebende Mittelfeldspieler in die zweite Mannschaft des FCN in der Regionalliga Süd auf und trainierte unter Trainer Hans Meyer bei der Bundesligamannschaft mit, schaffte aber nach einer Knieverletzung den Sprung in die erste Mannschaft nicht mehr. In der Spielzeit 2009/10 setzte er sich in der Regionalligamannschaft unter Trainer René Müller als Stammspieler durch und wurde mit sieben Toren in 31 Spielen nach Ahmet Kulabas der zweitbeste Torschütze der Mannschaft.
Zur Saison 2010/11 unterschrieb Valentini einen Zweijahresvertrag beim VfR Aalen, der in die 3. Liga aufgestiegen war. Sein Profidebüt gab er am 16. Oktober 2010, als er beim Spiel gegen den 1. FC Saarbrücken in der 71. Minute für Sascha Traut eingewechselt wurde. Nach der Entlassung von Trainer Rainer Scharinger in der Winterpause setzte dessen Nachfolger Ralph Hasenhüttl den ursprünglichen Offensivspieler ab Februar 2011 als Linksverteidiger ein. Auf dieser Position erkämpfte sich Valentini einen Stammplatz und absolvierte so zwölf der 16 verbleibenden Partien, ehe er verletzungsbedingt den Rest der Saison ausfiel. Weil er dadurch auch den Großteil der Vorbereitung auf die neue Saison verpasste, wurde mit Thorsten Schulz ein weiterer Außenverteidiger verpflichtet, an den Valentini seinen Stammplatz wieder verlor; diesen nahm er jedoch in der Rückrunde als Vertretung für den verletzten Schulz wieder ein. Im März 2012 wurde Valentinis auslaufender Vertrag um zwei weitere Jahre bis Sommer 2014 verlängert. Am Ende der Saison stieg Valentini mit dem VfR in die 2. Bundesliga auf.
Nachdem er in der folgenden Saison 2012/13 den Großteil der Vorrunde über nur als Ersatzspieler zum Einsatz gekommen war, erkämpfte er sich im November 2012 bei dem Zweitligisten einen Stammplatz im linken Mittelfeld, konnte diesen bis Saisonende verteidigen und erzielte dabei vier Tore; im DFB-Pokal erzielte er ein weiteres Tor. Dabei wurde sein Treffer zum 1:0-Auswärtssieg gegen den 1. FC Kaiserslautern im Dezember 2012 von der ARD-Sportschau für die Wahl des Tor des Monats nominiert.
Im Sommer 2014 wechselte Valentini ablösefrei zum Ligakonkurrenten Karlsruher SC. Dort kam er zu Beginn der Saison im linken Mittelfeld sporadisch zum Einsatz, bevor er nach den Ausfällen der etatmäßigen Rechtsverteidiger Sascha Traut und Philipp Klingmann auf der rechten Abwehrseite aushelfen musste. Dort konnte er sich auch nach deren Genesung durchsetzen und trug mit seinen guten Leistungen mit dazu bei, dass der KSC am Ende der Saison den Relegationsplatz 3 erreichen konnte. In der Relegation scheiterte Valentini mit Karlsruhe knapp am Hamburger SV, sodass er auch in der folgenden Saison in der 2. Bundesliga spielte. In dieser schoss er am 27. September 2015, dem 9. Spieltag, im Auswärtsspiel gegen den 1. FC Heidenheim seinen ersten Treffer für Karlsruhe. Er konnte einen Freistoß in der 93. Spielminute direkt zum 1:1-Endstand verwandeln. 
Nach dem Abstieg der Karlsruher in der Saison 2016/17 wechselte Valentini im Sommer zurück zu seinem Ausbildungsverein, dem 1. FC Nürnberg, mit dem er Vizemeister der 2. Bundesliga 2018 wurde und somit in die Bundesliga aufstieg. Als Tabellenletzter erfolgte jedoch im Frühjahr 2019 für Valentini als Stammspieler der direkte Wiederabstieg mit dem Club. Im Februar 2020 verlängerte der Defensivspieler seinen Vertrag in Nürnberg bis Juni 2022. Zu Beginn der Saison 2020/21, in der er am 26. Spieltag sein erstes Ligator für den Club erzielte, übernahm Valentini die Kapitänsbinde von Hanno Behrens. Nach einem guten Nürnberger Saisonstart griff im Dezember 2021 eine Klausel, durch die sich die Laufzeit seines Vertrages automatisch um eine weitere Spielzeit verlängerte.
Im Mai 2025 gab Valentini das Karriereende seiner Spielerlaufbahn bekannt. Er verbleibt jedoch beim 1. FC Nürnberg und übernahm zur Saison 2025/26 den Cheftrainerposten bei der U-14-Mannschaft.

## Erfolge
- Vizemeister der 2. Bundesliga 2018 und Aufstieg in die Bundesliga (mit dem 1. FC Nürnberg)
- Aufstieg in die 2. Bundesliga mit dem VfR Aalen 2012

## Trivia
Im Spiel des 1. FC Nürnberg gegen den 1. FC Kaiserslautern in der 2. Runde des DFB-Pokals 2019/20 verletzte sich der Nürnberger Torhüter Patric Klandt in der Verlängerung. Da Nürnberg das Wechselkontingent bereits erschöpft hatte, musste Außenverteidiger Valentini im anschließenden Elfmeterschießen das Tor hüten. Er konnte keinen Elfmeter parieren und Nürnberg schied aus.
Valentini hat zwei ältere Schwestern: Roberta ist Musical-Darstellerin, Luana arbeitete neun Jahre – bis 2017 – beim 1. FCN, zuletzt als Pressesprecherin. Seine Eltern betreiben ein Lokal in Nürnberg, wo auch Valentini mit seiner Frau, mit der er seit 2008 liiert ist, und den beiden Söhnen wohnt.